# 卡立普多
卡立普多（英语：Carisoprodol），也叫异丙基甲丁双脲、卡利普多、异庚二酯等，品牌名为Soma，是一种用于肌肉骨骼疼痛的药物。该最多只能使用三周。效果通常在半小时内开始，持续长达六个小时。该药物是口服的。
常见的副作用包括头痛、头晕和嗜睡。严重的副作用可能包括成瘾、过敏反应和癫痫发作。对于磺胺过敏的人，某些制剂可能会导致问题。怀孕和哺乳期间对该药物的使用的安全性尚不清楚。该药物的工作机制也还不清楚。它的一些作用被认为是在转化为甲丙氨酯后发生的。
卡立普多于1959年在美国被批准用于医疗用途。它在欧盟的批准于2008年撤回。它可作为通用药物使用。在2019年，它是美国第343位最常用的处方药，有超过80万张处方。在美国，它是附表IV受控物质。

## 医疗用途

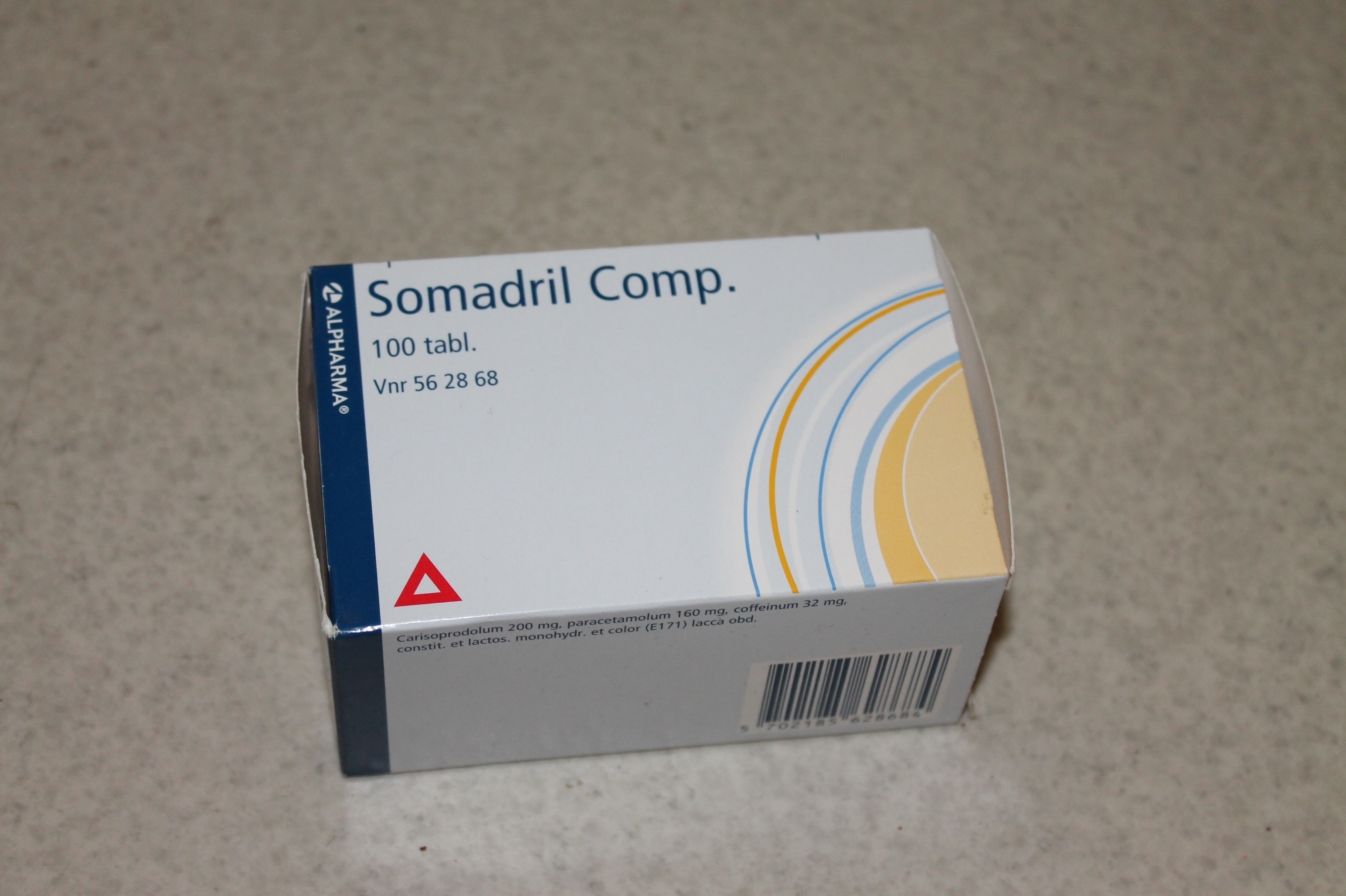
Somadril Comp. – 包含卡立普多、扑热息痛（对乙酰氨基酚）和咖啡因的组合肌肉松弛剂药物

卡立普多旨在与休息、物理治疗和其他措施一起使用，以在拉伤、扭伤和肌肉损伤后放松肌肉。它有片剂形式，每天3次和睡前口服。

## 副作用
350毫克的常用剂量除了昏睡和轻度至显着的欣快感或烦躁不安外不太可能产生明显的副作用，但由于卡立普多快速代谢为甲丙氨酯和其他代谢物，这种欣快感通常是短暂的；根据新的研究，衍生的欣快感很可能是由于卡立普多固有的、有效的抗焦虑作用，这种作用远强于其主要代谢物甲丙氨酯产生的效果，甲丙氨酯经常被错误地归咎于与卡立普多相关的药物寻求，因为卡立普多本身对中枢神经系统的影响比单独的甲丙氨酯明显更强烈。卡立普多与甲丙氨酯具有一系列性质不同的作用。该药物耐受性良好，对大多数适用的患者没有不良反应。然而，在一些患者中和/或治疗早期，卡立普多可能具有全方位的镇静副作用，并可能损害患者操作枪支、机动车辆和其他各种类型机械的能力，尤其是在服用含有酒精的药物。在这种情况下，将考虑使用替代药物。与许多其他药物一样，卡立普多的副作用强度会随着治疗的继续而减轻。其他副作用包括：头晕、笨拙、头痛、心率加快、胃部不适、呕吐和皮疹。
卡立普多与基本上所有阿片类药物和其他中枢镇痛药的相互作用，但尤其是可待因，半合成类可待因衍生亚组的那些（乙基吗啡、二氢可待因、氢可酮、羟考酮、烟酰可待因、苄基吗啡、各种乙酰化可待因衍生物，包括醋氢可待因，二氢异可待因，烟酰二氢可待因等）允许使用较小剂量的阿片类药物来产生给定的效果，通常是有用的，特别是在骨骼肌损伤和/或痉挛是问题的很大一部分的情况下。增强作用也可用于其他疼痛情况，并且对于开链类阿片类药物也特别有用，例如美沙酮、左美沙酮、酮贝米酮、苯吗庚酮等。在娱乐性吸毒者中，氢可酮和卡立普多的联合剂量会导致死亡。滥用卡立普多和阿片类药物的另一个危险是可能在失去知觉时误吸。
在1950年代和60年代，甲丙氨酯和其他肌肉松弛药物经常被滥用。早在1957年就有药物过量病例的报道，此后多次报道。
卡立普多经肝脏代谢并经肾脏排泄，因此肝或肾功能受损的患者必须慎用该药。由于可能产生更严重的副作用，这种药物被列入老年人避免使用的药物名单。

### 停用
卡立普多、甲丙氨酯和相关药物如泰巴氨酯，在长期使用后有可能产生对巴比妥类药物的物理性依赖。大量使用后停药可能需要对身体状况不佳的患者进行住院治疗。在严重的情况下，戒断可以模仿酒精戒断的症状，包括可能致命的癫痫持续状态。
心理性依赖也与卡立普多的使用有关，尽管这没有甲丙氨酯本身那么严重（可能是由于效果起效较慢）。对卡立普多的心理性依赖在非医学使用者和有物质使用史（特别是镇静剂或酒精）的人中更为常见。它可能在生理耐受性和依赖性发生之前达到临床意义，并且（与苯二氮䓬类药物一样）已被证明在停药后数月或数年内持续存在不同程度的严重性。
与所有GABA能药物一样，停用卡立普多可导致持续数周、数月甚至数年的认知变化，包括极大地增加焦虑和抑郁、社交退缩、一触即发的激越/攻击、慢性失眠、新发或加重的（通常不合逻辑的）恐惧症、智商下降、短期和长期记忆丧失，以及许多其他后遗症。效果、严重程度和持续时间似乎略有剂量依赖性，但主要取决于患者的使用模式（按规定服用、大剂量服用、与其他药物混合、上述药物的组合等）、物质使用的遗传性倾向和物质使用史都会增加患者出现持续性停药综合征症状的风险。
身体戒断的治疗通常包括将患者使用的药物换成长效苯二氮䓬类药物，如地西泮或氯硝西泮，然后缓慢滴定完全停用替代药物，其速度既要使患者感到相当舒适，又要足够快，以便管理医师考虑可接受的进展速度（过快的剂量减少会大大增加患者不依从性的风险，例如使用非法获得的替代镇静剂和/或酒精）。心理治疗和认知行为疗法在减少卡立普多停药后导致的反弹焦虑方面取得了一定的成功，但只有在与定期和积极参加物质使用支持小组相结合时才有效。
卡立普多戒断可能危及生命（尤其是高剂量使用者和那些试图“冷火鸡”戒烟的人）。建议进行医疗监督，逐渐减少卡立普多或其他镇静药物常用的替代药物的剂量。

### 非医疗用途
将卡立普多等肌肉松弛剂与阿片类药物和苯二氮䓬类药物结合使用被称为“三位一体”，因为据报道它可以增加“快感”的力量。
卡立普多的休闲使用者通常寻求其潜在的镇静、松弛和抗焦虑作用。此外，由于其对麻醉剂的增强作用，它经常与许多阿片类药物一起使用。它也不会在标准药物测试屏幕上检测到。在2010年3月26日，美国缉毒局发布了关于将卡立普多列入《受控物质法》附表IV的拟议规则制定听证会通知。美国缉毒局最终将其归类为附表IV。卡立普多有时会与约会强奸药物混合使用。
许多药物过量是由于消遣性使用者将这些药物结合起来以结合其各自的作用而没有意识到酶诱导诱导的增强作用。

## 药物过量
与其他GABA能药物一样，与其他GABA能药物（包括酒精）以及一般镇静剂联合使用时，服用过量会对使用者造成重大风险。过量症状与其他GABA能相似，包括过度镇静和对刺激无反应、严重共济失调、健忘症、意识模糊、激动、中毒和不适当（可能是暴力）行为。严重过量可能会出现呼吸抑制（以及随后的肺部误吸）、昏迷和死亡。
卡立普多在所有毒理学测试中都未能检测到，这可能会延误药物过量的诊断。与阿片类药物合用的过量症状相似，但以正常或瞳孔缩小的表现为特征，这些瞳孔通常对光无反应。卡立普多（及其代谢物甲丙氨酯）与酒精合用特别危险。氟马西尼（苯二氮䓬类解毒剂）在管理卡立普多过量时无效，因为卡立普多作用于巴比妥类药物结合位点。治疗反映了巴比妥类药物过量的情况，并且通常是支持性的，包括给予机械呼吸和所涉及的升压药（在极少数情况下，给予贝美格）。恢复后完全失忆的情况并不少见。
在2014年，女演员斯凯·麦科尔·巴图西亚克由于卡立普多、氢可酮和二氟乙烷的联合作用而死于服药过量。

## 药理学

### 药效学
卡立普多的化学结构类似于神经递质谷氨酸和二甲基甘氨酸。经分析，该药理学试剂似乎是NMDA受体的激动剂，具有未知的[Km]。因为过量的谷氨酸会引起兴奋性毒性和神经细胞凋亡，卡立普多过量也可能导致N-甲基-D-天冬氨酸相关毒性，从而在高剂量时诱发癫痫发作，并在给药后引起肌肉松弛。
卡立普多与甲丙氨酯的结构相似性表明GABA能活性，包括GABAA激动作用，类似于苯二氮䓬类药物的作用机制。这将允许进一步的肌肉放松和焦虑减少。因此，低至中等剂量的卡立普多可能在临床上适用于无癫痫发作，但会加剧强直－阵挛性发作。

### 药代动力学
卡立普多可在30分钟内迅速起效，上述效果持续约二至六小时。它在肝脏中通过细胞色素P450氧化酶同工酶CYP2C19代谢，由肾脏排泄，半衰期约为八小时。在CYP2C19水平低（代谢不良）的患者中，标准剂量可导致卡立普多浓度增加（最多增加四倍）。相当一部分卡立普多被代谢为甲丙氨酯，这是一种已知的成瘾物质；这可能解释了卡立普多的成瘾潜力（服用后甲丙氨酯水平达到比卡立普多本身更高的血浆峰值水平）。如上所述，卡立普多本身似乎具有很强的抗焦虑作用；然而，它的很大一部分作用还来自于它被代谢为甲丙氨酯这一事实：至少有25%的卡立普多被转化为甲丙氨酯，这意味着甲丙氨酯比卡立普多强3.25倍（尽管这个比率从人与人之间的差异取决于他们肝脏中CYP2C19酶的水平，有些人的水平相当高），或者换句话说，200毫克的甲丙氨酯（最低标准剂量）相当于650毫克的卡立普多。因此，甲丙氨酯被认为在卡立普多的作用中发挥重要作用，甲丙氨酯的长半衰期导致卡立普多长期给药后的生物蓄积。
卡立普多微溶于水，易溶于乙醇、氯仿和丙酮。药物的溶解度实际上与pH值无关。

## 历史
在1959年6月1日，几位美国药理学家聚集在密歇根州底特律的韦恩州立大学，讨论一种新发现的甲丙氨酯结构类似物。在一个氨基甲酰氮上用异丙基取代一个氢原子旨在产生一种具有新药理特性的药物。它由华莱士实验室的弗兰克·伯杰开发并命名为卡立普多。
基于甲丙氨酯的药理作用，卡立普多旨在具有更好的肌肉松弛特性、更少的成瘾可能性和更低的过量风险。卡立普多的作用曲线确实与甲丙氨酯有显着差异，卡立普多具有更强的肌肉松弛和镇痛作用。

## 用途和法律地位

### 挪威
来自挪威的报告显示卡立普多作为甲丙氨酯的前体药物和/或氢可酮、羟考酮、可待因和类似药物的增效剂具有成瘾潜力。在2008年5月，它在挪威退出市场。

### 欧盟
在欧盟，欧洲药品管理局发布了一份公告，建议成员国暂停该产品用于治疗急性（非慢性）背痛的营销许可。
截至2007年11月，卡立普多因依赖性和副作用问题已在瑞典退出市场。药品监管机构认为，与卡立普多具有相同适应症的其他药物具有相同或更好的效果，而且没有该药物的风险。

### 美国
直到2011年12月12日，美国缉毒局的行政人员发布最终裁决，将卡立普多物质列入《受控物质法》的附表IV时，卡立普多还不是受控物质。将卡立普多列入附表IV于2012年1月11日生效。
卡立普多一般有350毫克片剂，最近有250毫克片剂。还提供含有对乙酰氨基酚和可待因的复方药片。

### 加拿大
在联邦层面，卡立普多是一种处方药（附表I，子附表F1），而各省的规定不同。该药物不再容易获得。

### 印度尼西亚
- 在2013年9月，卡立普多因转移、依赖和副作用等问题下架。
- 在2017年9月，当肯达里的小学和初中将PCC（Paracetamol Caffeine Carisopradol，“扑热息痛”“咖啡因”“卡立普多”）的混合进（可能是非法的）儿童饮料，导致一名儿童死亡和50人癫痫发作。[39]

## 注脚
1. ↑  体内至少25%的卡立普多通过肝脏转化为甲丙氨酯，它是其主要活性代谢物，其半衰期为10小时。[2]

## 延申阅读
- Dean L. . Pratt VM, McLeod HL, Rubinstein WS,  et al  (编). . National Center for Biotechnology Information (NCBI). 2017  [2023-02-08]. PMID 28520377. Bookshelf ID: NBK425390. （原始内容存档于2020-10-26）.